# Lutterworth
Lutterworth este un oraș în comitatul Leicestershire, regiunea East Midlands, Anglia. Orașul se află în districtul Harborough.